# 史前战争
史前战争，是指史前時代人類的戰爭。
史前時代的人類是群居生活，以幾十人或幾百人的部落形式來，而且部落與部落之間的交流還不太多，所以當時戰爭的規模十分地小，因此與近代的戰爭相比，簡直是天淵之別。而且當時人類除了木材和石塊外，還不懂得如何善用其他存在於地球上的各種物質，以致史前戰爭使用的武器十分落後，所以很多時候就只是使用木棍和石斧來作戰。